# Puy de Boursoux
Le puy de Boursoux est un sommet d'origine volcanique culminant à 1 057 m d'altitude dans le département français du Puy-de-Dôme.

## Géographie
Le puy de Boursoux est situé dans la chaîne des Puys, au sein du Massif central.